# Sacrificio (episodio de Fear Itself)
Sacrificio (Sacrifice) es el primer episodio de la única temporada de la serie de televisión Fear Itself. Basado en el cuento corto titulado "The Lost Herd", escrita por Del Howison. Dirigido por Breck Eisner y escrito por Mick Garris.

## Trama
Trata sobre cuatro amigos que terminan extraviados en una antigua fortaleza y descubren que es el hogar de un antiguo vampiro.

## Elenco
- Jeffrey Pierce como Point
- Jesse Plemons como Lemmon
- Rachel Miner como Chelsea
- Mircea Monroe como Virginia
- Stephen Martines como Diego
- Reamonn Joshee como Navarro
- Michelle Molineux como Tara
- Bill Baksa como Reverendo Janos
- Walter Phelan como Vampiro

- Datos: Q7761979